# Eva Ganster
Eva Ganster (* 30. März 1978 in Kitzbühel, Tirol, Österreich) ist eine ehemalige österreichische Skispringerin und heutige Sportwissenschaftlerin.

## Werdegang
Ganster ist die Tochter des Tierarztes Edgar Ganster, der sich sowohl im Österreichischen Skiverband als auch im Internationalen Skiverband (FIS) für das Frauenskispringen engagiert. Sie besuchte das Gymnasium an der Internatsschule für Schisportler in Stams in Tirol. Noch Anfang der 1990er Jahre wollte die FIS keine Damenwettbewerbe zulassen, weshalb Ganster nur im Rahmen von Herrenbewerben wiederholt als Vorspringerin auftreten durfte, dabei aber beachtliche Leistungen zeigte. Unter anderem trat sie auch als Vorspringerin bei den Olympischen Winterspielen 1994 in Lillehammer an.
Im Februar 1997 sprang Eva Ganster als erste Frau über eine Flugschanze am Kulm in Bad Mitterndorf/Tauplitz in der Steiermark. Sie stellte mit der erzielten Weite von 167 Metern den ersten Weltrekord im Frauen-Skifliegen auf und kam damit ins „Guinness-Buch der Rekorde“. 1998 wurde im Rahmen der Junioren-Weltmeisterschaft eine inoffizielle Frauenmeisterschaft ausgetragen, bei der sie den zweiten Platz erreichte.
Daneben war Eva Ganster auch im Frauenfußball aktiv. In der Saison 2003/04 krönte sie sich als Spielerin des Sportklubs Zirl mit elf Treffern zur Torschützenkönigin der 2. Division West, der zweithöchsten Frauenspielklasse Österreichs.
Im Frühjahr 2005 beendete Ganster offiziell ihre Karriere als aktive Skispringerin. Seit Oktober 2005 ist sie Magistra der Sportwissenschaften.